# Cetejus laevigatus
Cetejus laevigatus es una especie de coleóptero de la familia Passalidae.

## Distribución geográfica
Habita en Ternate (Indonesia).